# Toponymie
Pour les toponymes situés en France, voir Toponymie française.

Exemples de toponymes.

La toponymie (du grec ancien : τόπος / tópos « lieu » et ὄνομα / ónoma « nom ») est une discipline linguistique qui étudie les toponymes, c'est-à-dire les noms propres désignant un lieu. Elle se propose de rechercher leur ancienneté, leur signification, leur étymologie, leur évolution, leurs rapports avec la langue parlée actuellement ou avec des langues disparues. Avec l'anthroponymie (étude des noms de personnes), elle est l'une des deux branches principales de l'onomastique (étude des noms propres), elle-même branche de la linguistique.
En outre, la toponymie s'intéresse aussi aux contextes et motivations de la détermination des noms de lieux et à leur impact sur les sociétés. À ce titre, elle emprunte donc également de façon importante à l'histoire et à la géographie, mais aussi à la sociologie, à l'anthropologie, à l'archéologie et à la géopolitique, et mobilise les outils et les approches de l'ensemble des sciences sociales.
Le terme de « toponymie » renvoie également à l'ensemble du matériau que composent les toponymes, également désignés comme « noms de lieux » ou « noms géographiques ». Un même vocable désigne donc à la fois l'objet et ses acteurs, et la discipline qui les étudient, « l'état et la science des noms des lieux » selon les mots du géographe Roger Brunet, comme c'est le cas de la topographie. Le présent article traite des deux acceptions.
Les changements phonétiques, phonologiques et morphologiques qui affectent généralement les noms de lieux au point de les rendre opaques, ont suscité des interprétations des plus fantaisistes (telles les étymologies populaires) de la part d'auteurs qui ignorent ou négligent la méthode scientifique mise en place par les philologues et les linguistes.
Marqueurs tangibles et symboliques des sociétés humaines, les toponymes sont l'objet d'importants débats de société, et sont traversés par plusieurs dynamiques d'appropriation (normalisation linguistique, patrimonialisation, instrumentalisation politique).

## Toponymie comme discipline

### Champ d'application et spécialisations
La discipline toponymique a pour objet « l'étude de la formation et de l'évolution des noms de lieux » ; elle s'attache à étudier les noms dans leur forme, leur origine et leur sens, et emprunte ainsi à la linguistique. Suivant cette perspective étymologique, deux approches générales sont combinées : une étude « descriptive » (relevé et analyse des noms dans un espace-temps donné) ou une étude « évolutive » (lecture de l'évolution des noms, des langues et des significations dans le temps).
Outre l'étude des noms de lieux habités (villes, bourgs, villages, hameaux) ou non habités (tels certains lieux-dits), la toponymie étudie également les noms liés au relief (oronymes), aux cours d'eau (hydronymes), aux voies de communication (odonymes ou hodonymes), aux occupations végétales du sol (phytotoponymes), aux noms de lieu ou de région issus d’une caractéristique géographique physique ou une particularité environnementale (choronymes), aux entités politiques (politonymes) ainsi qu'à des domaines plus restreints (microtoponymes), à des domonymes (noms de villas, d'hôtels), des noms d'équipements sportifs ou de stations de transport.
Au-delà de l'approche étymologique, des études contemporaines en toponymie s'attachent aussi à analyser de façon critique les tenants et aboutissants de la toponymie, les circonstances de l'attribution des noms (acteurs impliqués, représentations mobilisées, intentions sous-tendues), en ce qu'ils peuvent éclairer la compréhension des dynamiques sociales, culturelles et politiques.

### Épistémologie de la toponymie

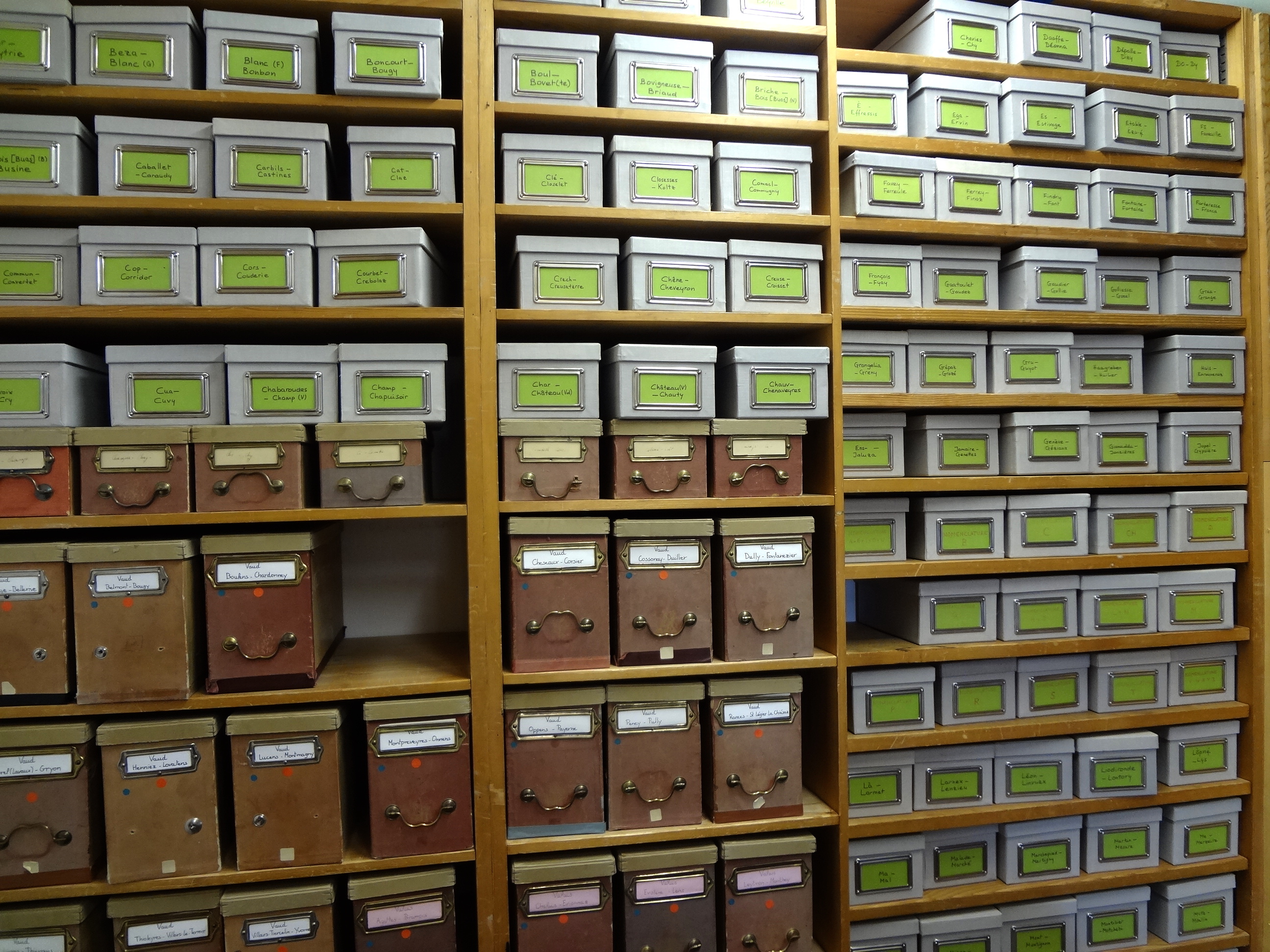
Boîtes du Glossaire des patois de la Suisse romande, conservées à Neuchâtel, en Suisse.

Les premières recherches en toponymie à l'époque moderne ont commencé presque simultanément en France et en Grande-Bretagne, durant la seconde moitié du XIXe siècle. Le terme même de « toponymie » apparaît au milieu du XIXe siècle (toponymique est attesté en 1853 dans un ouvrage qu'Alexandre-Édouard Baudrimont consacre à l'histoire des Basques, toponymie en 1869 dans un écrit de Jean-François Bladé consacré au même sujet) et ce, vers la même époque que toponomastique qui désigne l'« onomastique des noms de lieux », mot aujourd'hui désuet.
À cette époque, la discipline est intrinsèquement liée à la géographie historique qui privilégie la valeur documentaire de la toponymie cartographique mais « néglige une interrogation plus fondamentale sur la nature même de la nomenclature déployée sur la carte, sur les conditions de son inscription, sur ses effets intellectuels et esthétiques, sur les problèmes théoriques sous-jacents à la nomination des lieux ». On privilégie l'établissement de dictionnaires topographiques (gazeteers en anglais). Ces dictionnaires ont permis aux linguistes d'accéder plus facilement aux formes anciennes des noms de lieux, c'est-à-dire aux formes attestées au cours des siècles dans les chartes, cartulaires, pouillés et dont la recherche dans les bibliothèques exigeait de longues heures.
La toponymie a ensuite largement concentré ses recherches sur l'étymologie des noms de lieux ; dans ce cadre, on a pu établir une évolution assez linéaire dans la toponymie ouest-européenne. En effet, il existe un substrat pré-indo-européen, indo-européen ou pré-celtique dans les toponymes européens ; on y rattache généralement toutes les étymologies toponymiques inexpliquées.
En France, un projet fut lancé dès 1860 sous l'égide du Comité des travaux historiques et scientifiques (CTHS) visant à l'établissement de dictionnaires topographiques des départements. Une partie de ces dictionnaires sont en accès libre en ligne.
Le premier pays où fut publiée une synthèse sur la toponymie est l'Allemagne (Ernst Förstemann et Hermann Jellinghaus (de)). Dans la tradition française, Auguste Longnon (1844-1911) est considéré comme le fondateur en France d'une toponymie véritablement méthodique et systématique, avec son ouvrage Noms de lieux de la France, paru en 1920. Par la suite, d'autres chercheurs ont développé les travaux de Longnon, notamment Albert Dauzat (1877-1955), Marcel Baudot (1902-1992), Charles Rostaing (1904-1999) et Ernest Nègre (1907-2000) avec la Toponymie générale de la France en trois volumes. Les spécialistes qui continuent aujourd'hui d'approfondir les recherches toponymiques sont Marie-Thérèse Morlet, Marianne Mulon, Paul Fabre, Stéphane Gendron, Michel Morvan, Sébastien Nadiras, etc.
Dans le monde anglo-saxon, on peut citer les Britanniques Richard Coates (en), Margaret Gelling (en), Oliver Padel (en), Albert Hugh Smith (en), Isaac Taylor, William J. Watson, et les Américains George R. Stewart et Mark Monmonier (en).
Initialement assez largement présentée et utilisée comme « substitut de l'archéologie », perçue comme la succession de couches d'histoire, la toponymie est progressivement reconsidérée à partir des années 1980 avec le développement des technologies d'archéologie préventive et la prise de conscience de la grande variabilité des héritages linguistiques et de leurs significations, qui nuancent parfois fortement cette dimension archéologique,.
Dans les années 1990 émerge un nouveau courant scientifique qui cherche à dépasser la simple ambition de reconstitution du rapport des sociétés à l'espace géographique par la toponymie, en étudiant la dimension géopolitique de celle-ci. Dans les années 2000 et 2010, les chercheurs s'évertuent à proposer un cadrage théorique à ces nouveaux champs de réflexion. Plusieurs approches critiques sont développées, mobilisant les corpus philosophiques de différents penseurs, appliqués à la toponymie et sa pratique contemporaine (tels les concepts du dispositif de Michel Foucault, décliné en « dispositif spatial » par Michel Lussault, ou de l'hégémonie culturelle d'Antonio Gramsci),. Parmi ces chercheurs figurent Maoz Azaryahu (he), Reuben Rose-Redwood, Hervé Guillorel, Myriam Houssay-Holzschuch, Frédéric Giraut, Jani Vuolteenaho, Lawrence Berg, Derek Alderman, etc. Leurs recherches s'inscrivent dans une perspective résolument postmoderniste. Les terrains africains et américains font dès lors l'objet de nombreux travaux,,,. Les croisements interdisciplinaires sont croissants (avec la littérature ou l'écologie scientifique et l'écophysiologie). Roger Brunet, figure majeure de la géographie française de la fin du XXe siècle, s'intéresse également à la toponymie hexagonale à la fin de sa carrière (Trésor du terroir. Les noms de lieux de la France en 2016, Nouveaux territoires, nouveaux noms de la France en 2021), bien que ces écrits fassent l'objet de critiques relatives à l'omission des processus politiques en jeu.
L'analyse des représentations mobilisées par les toponymes est un autre champ d'études fécond,,,.
Des récompenses peuvent être décernées à certaines recherches en toponymie, comme c'est le cas en France du prix Albert-Dauzat.

## Toponymie comme pratique et comme matériau

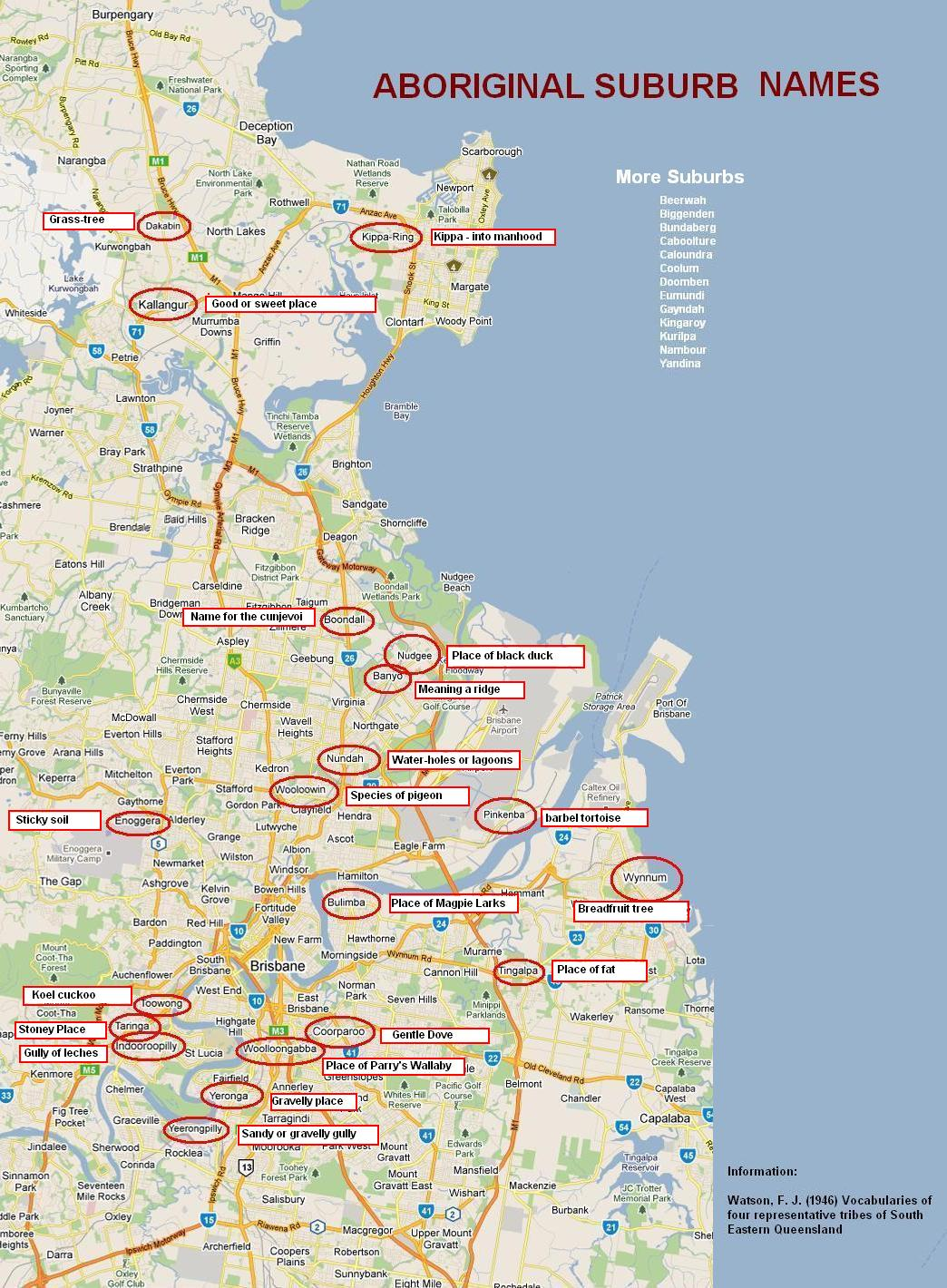
Des toponymes aborigènes australiens mis en évidence sur une carte de Brisbane, ou le couplage des fonctions pratique et mémorielle.

### Morphologie
Sur le plan syntaxique, et dans un contexte linguistique indo-européen, le toponyme peut comprendre un terme générique (qui définit l'entité géographique désignée) et un terme spécifique (qui précise et isole l'élément géographique) ; dans « delta de l'Okavango », delta est générique, Okavango est spécifique.
Le toponyme peut n'être composé que d'un mot (Séoul, Denali, Danube), ou composé (Las Vegas Strip, Charente-Maritime, Burkina Faso, Papouasie-Nouvelle-Guinée). En français, certains sont utilisés moyennant un article défini (la Pologne, les Émirats arabes unis, le Cantal, l'Antarctique), d'autres ne le requièrent pas (bon nombre de localités, certains États comme Israël ou Bahreïn, etc.).
Les toponymes sont soumis à des règles de graphie parfois complexes et relatives dans le temps ou selon la langue d'usage.

### Fonction du toponyme
Le toponyme combine deux fonctions :
- une fonction pratique : localiser les lieux, faciliter le repérage et l'orientation des individus ;
- une fonction symbolique et culturelle : consigner et fixer dans une mémoire collective les faits, valeurs, langues, événements et acteurs retenus par les sociétés[1]. Cette fonction peut être délibérée ou non. Il convient toutefois de considérer avec précaution les toponymes anciens, dont la dimension archéologique n'est pas forcément attestée[10].

« Lorsque l'on veut nommer un lieu public, on se demande d'abord à quelle sorte de désignation on veut procéder. En d'autres termes, on s'interroge sur l'intention de cette attribution ».
- honorifique
- commémorative[n 2]
- historique
- géographique
- thématique

Les toponymes peuvent aussi constituer une ressource territoriale importante (support de patrimonialisation, de stimulation démocratique et militante, de création artistique).

### Histoire

Les armes du Mexique font écho au nom de la ville de Tenochtitlan.

Il est impossible de savoir précisément à partir de quelle date les humains ont attribué des noms aux lieux qui les entouraient. Néanmoins, il semble que ce soient les rivières et les montagnes qui aient été nommées en premier. Selon le géographe Paul Claval, ce sont la sédentarisation et la structuration des populations qui ont créé le besoin de déterminer des noms pour les lieux, qui désormais étaient durablement habités et territorialisés.
La toponymie naît de la médiation entre l'espace habité et l'espace approprié par le travail de la terre et l'enracinement d'une société.
Nombre de toponymes des sociétés anciennes répondent aux caractéristiques géographiques ou naturelles de l'endroit, comme dans le cas de Tenochtitlan (la légende de la fondation de la ville mêle le toponyme et le sacré, comme on peut encore l'observer sur les armes du Mexique), d'Ostie, du latin Ostia « embouchure d'un fleuve », ou encore de l'Islande (Ísland, « terre de glace »). Mais on trouve également des références au sacré, comme dans le cas de Babylone (de l'akkadien babil, Porte de Dieu), parfois elles-mêmes en lien avec la géographie du lieu, comme dans le cas de Cuzco (du quechua qusqu wanka, le rocher du hibou).

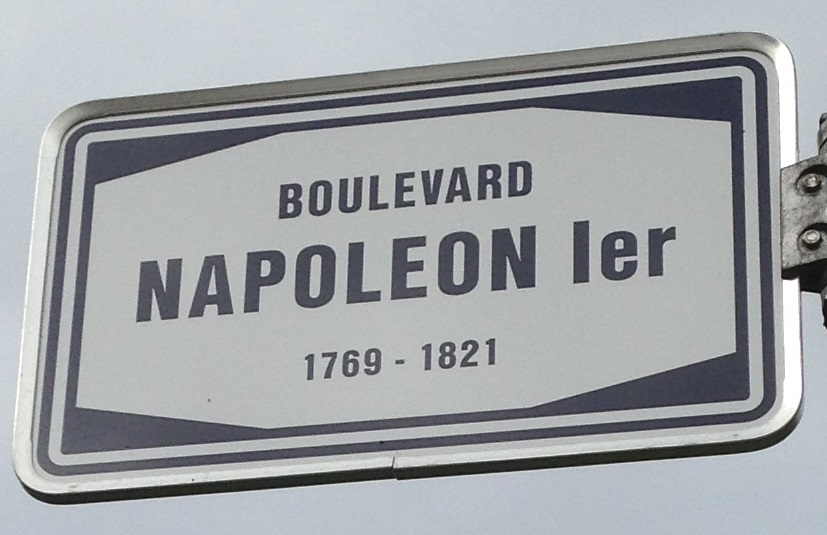
Un exemple de toponymie princière : le boulevard Napoléon Ier à Luxembourg.

L'attribution d'une dimension symbolique à la toponymie semble donc ancienne. Avec la conquête de Crénidès et sa subséquente retoponymisation en Philippes par Philippe II de Macédoine en 365 av. J.-C. naît le concept d'onomastique princière, qui veut que l'on donne à un lieu le nom d'une personne ; parmi les nombreux exemples de cette pratique, on peut citer Césarée (l'actuelle Kayseri), Alexandrie, la République de Colombie ou encore, plus récemment, l'Île-du-Prince-Édouard ou Nelson Mandela Bay).
Lorsque le toponyme honore Dieu, un saint, une relique ou un ordre de l'église chrétienne, on parle d'hagiotoponymie. Les exemples incluent un nom honorant un saint ou une sainte (San Francisco, São Paulo, Saint-Pétersbourg, Saintes-Maries-de-la-Mer…), mais peuvent également évoquer Dieu (La Trinité-sur-Mer), une église ou un monastère (Westminster, Monastir, Münster).
L'Empire romain, du fait de son expansion et la rigueur de ses armées, a permis de cartographier et de recenser les toponymes d'une grande partie de l'Europe et du Bassin méditerranéen. Pour d'autres régions du monde, il est parfois plus difficile d'établir une carte historique des toponymes employés à différentes époques.
Les grandes découvertes entraînent une prédominance de la toponymisation européenne dans le monde qui a pu s’établir notamment grâce à l'hagiotoponymie pratiquée par les puissances colonisatrices européennes. La dénomination des îles rencontrées par les navigateurs européens participe d'une reconnaissance, d'un balisage à la fois pratique et symbolique, celui de la conquête.
En France, la toponymie urbaine a pendant longtemps été un accord tacite entre les habitants du lieu (toponyme d’usage) avant que le pouvoir politique, généralement communal, s'arroge le droit de baptiser les villes (toponyme de décision) au XVIIe siècle. De compétence étatique, la toponymie devient progressivement compétence municipale : la loi municipale de 1884 permet de s'affranchir en partie de la tutelle automatique du préfet, qui toutefois ne disparaît qu'avec la loi de 1970 sur les libertés communales (date à laquelle les hommages aux personnalités n'exigent plus de validation préfectorale) et les lois de décentralisation en 1982, à partir desquelles le contrôle de l'État ne concerne plus que la légalité formelle des dénominations.
À partir des années 2010, certains toponymes sont créés ou imposés par Google via son service de cartographie Google Maps.
L'altération morphologique et lexicale des langues, de leur compréhension et de leur retranscription, est créatrice de quiproquos toponymiques, de réinterprétations hasardeuses. Aujourd'hui, les recherches en toponymie ont permis de montrer que quelques toponymes sont pléonastiques, comme le lac Léman, le Golfe du Morbihan (« golfe de la petite mer »), le col de Port, et que d'autres ont été mal interprétés (c'est le cas des faux hagiotoponymes notamment).
Sur le temps long, le patrimoine toponymique fait souvent figure de palimpseste, révélant la succession et la juxtaposition d'expressions culturelles et idéologiques différentes sur un même territoire, comme le montrent certains contextes parlants (Algérie, Australie, États-Unis, Russie).

### Acteurs et enjeux de la toponymie

#### Identité des acteurs
L'identité des acteurs impliqués dans les processus de dénomination, et de leurs représentations et intentions, fait l'objet d'études nombreuses. La pratique de dénomination pose notamment d'importantes questions juridiques,.
Dans leur proposition de théorisation de la nomination politique des lieux à l'échelle mondiale, les chercheurs français Frédéric Giraut et Myriam Houssay-Holzschuch définissent trois types d'acteurs engagés : les États et l'ensemble des formes de gouvernements locaux, le secteur privé et la société civile,.
La toponymie a une dimension éminemment politique, au sens où son institution est le fait d'acteurs politiques et de leurs intentions, qu'il s'agisse de dirigeants politiques et économiques, de citoyens engagés, de collectifs publics ou privés. En outre, le nom du lieu est de lui-même un enjeu en ce que son choix met en présence des acteurs, des projets, des conceptions et des représentations différents potentiellement conflictuelles. La toponymie peut devenir un champ de bataille idéologique. Son instrumentalisation politique s'effectue à toutes échelles, que ce soit pour marquer de façon symbolique et mémorielle un territoire, le banaliser et le déshistoriciser, ou justifier une création spatiale. Certains objets deviennent les supports privilégiés de ces affrontements, comme la cartographie ou les panneaux de signalisation routière.

#### Contextes et techniques de la dénomination
Si les dénominations spontanées, héritées de l'occupation sociale de l'espace sur des temps longs, paraissent majoritaires, il existe aussi un grand nombre de dénominations « imposées » ou répondant du moins à une intention stratégique. Plusieurs contextes de dénomination peuvent ainsi être identifiés :
- conquête territoriale ;
- révolution ;
- émergence de pouvoirs locaux (décentralisation, nationalismes) ou de nouveaux foyers de peuplement ;
- changement de propriété de l'espace (marchandisation).

À ces contextes peuvent être associés différentes techniques et différents objectifs politiques :
- épuration des anciennes références toponymiques ;
- instauration de nouvelles références toponymiques ;
- restauration de références disparues ;
- officialisation de dénominations visant à promouvoir le territoire.

##### Conquêtes territoriales et mouvements migratoires

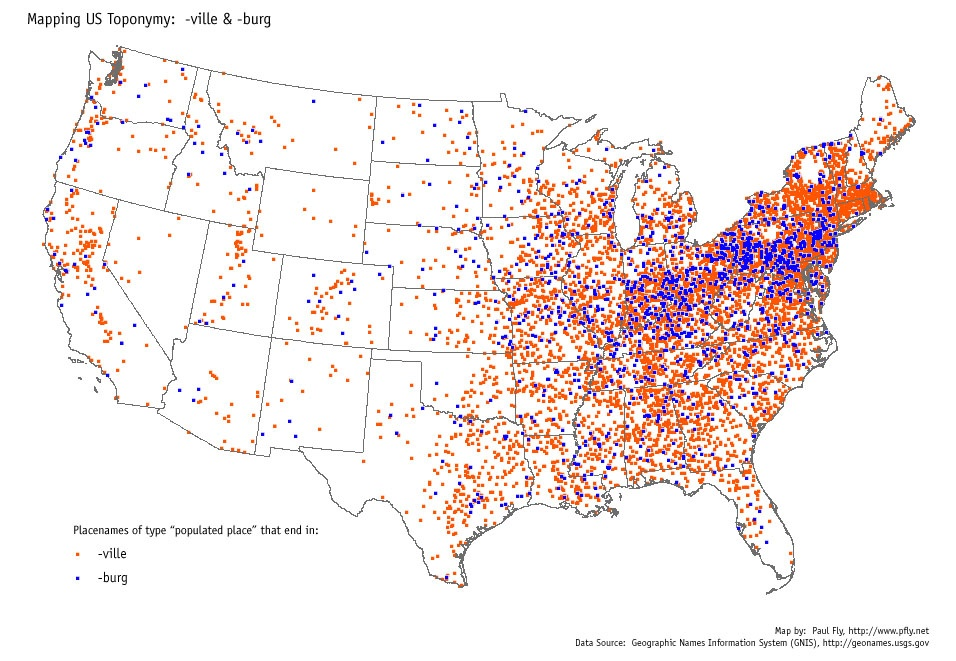
Localisation des toponymes américains portant un suffixe en -burg ou -ville, traduisant l'établissement d'une colonie de peuplement sous l'égide des puissances coloniales britannique et française.

Nombreux sont les exemples de toponymes traduisant la conquête d'un espace par un groupe. Les grandes explorations et les mouvements de colonisation (eux-encore créateurs de toponymie princière) ont été grands pourvoyeurs de toponymes aujourd'hui acceptés et consacrés. Pour les premiers, on peut évoquer par exemple la terre de Baffin, nommée en l'honneur du navigateur anglais William Baffin, ou la mer de Barents du nom du navigateur néerlandais Willem Barentsz, la toponymie du front pionnier amazonien ou encore un grand nombre de toponymes insulaires en Océanie, baptisés au gré de la circulation des navigateurs européens. Pour les seconds, les exemples du lac Victoria, de Johannesbourg, de la Nouvelle-Guinée ou de la Nouvelle-Zélande (et l'ensemble des toponymes portant la mention « nouveau » ou « nouvelle ») sont parlants. Ces noms peuvent être sujets à des tensions identitaires et ethniques en ce qu'ils évoquent bien souvent la domination occidentale, et la violence que les conquêtes ont pu susciter. Certains toponymes sont forgés explicitement en réponse à cette domination, comme « Kanaky » utilisé par les indépendantistes à la place de « Nouvelle-Calédonie ».
L'étude de la toponymie peut aussi donner un éclairage sur les mouvements migratoires passés,.
À une tout autre échelle, la construction de nouvelles localités, l'aménagement de nouveaux quartiers relève aussi de ce processus de conquête territoriale. Ainsi, l'occupation de l'espace par un groupe peut transparaître dans des formes lexicales (le suffixe -acum est l'expression emblématique d'une ancienne occupation celtique), et la fabrication de nouvelles voies génère l'opportunité de nouveaux odonymes. Au-delà de la fonction primaire d'aide au repérage, la nouvelle toponymie peut être investie des intentions symboliques du pouvoir politique.

##### Changements de régime institutionnel ou idéologique

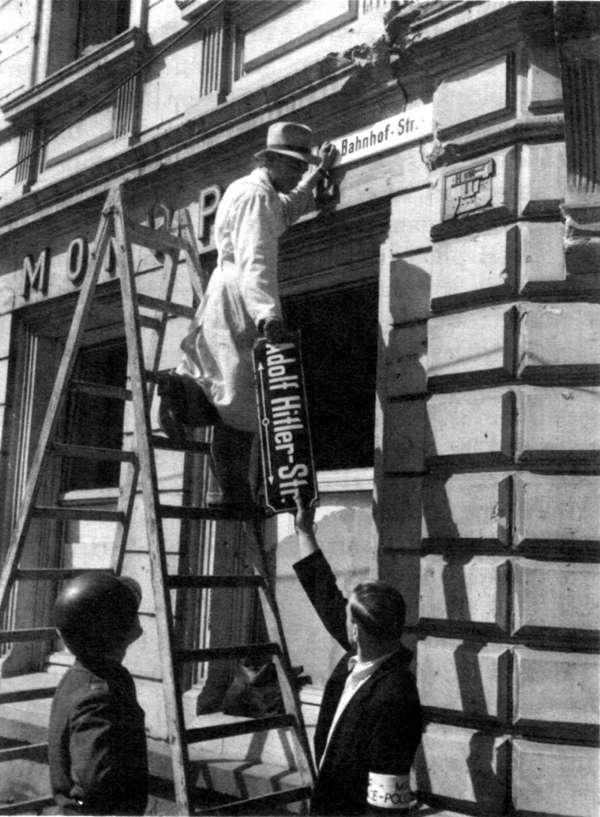
Le processus de dénazification à l'œuvre en Allemagne après la chute du Troisième Reich se traduit notamment par l'éradication des références toponymiques aux figures de la dictature, comme Adolf Hitler.

Les « épurateurs toponymiques » cherchent à supprimer du champ de la mémoire et du paysage tout ce qui pourrait aller à l'encontre de la définition qu'ils donnent aujourd'hui de leur espace symbolique. La suppression des odonymes évoquant des personnalités controversées telles Philippe Pétain ou Joseph Staline est un phénomène contemporain en France et au Canada. De même, en Espagne, les habitants de Castrillo Matajudíos ont choisi par référendum de changer le nom en Castrillo Mota de Judíos car le nom initial se traduisait littéralement par « tuez les Juifs ».
Au Québec, il arrive parfois que des noms de lieux officiels perdent leur statut officiel. Cela s'est produit en septembre 2015 pour les toponymes contenant le mot français nègre ou l'équivalent anglais nigger. De plus, des noms de lieux dédiés à des personnages controversés tels que Jeffery Amherst, Alexis Carrel et Claude Jutra ont également été désofficialisés en raison des accusations respectives d'actes génocidaires, d'eugénisme et de pédophilie qui ont été portées contre ces figures. Selon la féministe Sarah Beaudoin et le linguiste Gabriel Martin, « [g]énéralement, seule une absence d'acceptabilité claire, persistante et relativement consensuelle peut conduire à la désofficialisation d'un toponyme pour des raisons idéologiques, bien que des pressions politiques et médiatiques puissent engendrer des exceptions à ce principe directeur. »
L'alternance des régimes politiques et des dominations influe bien souvent sur les toponymes, qu'un gouvernement peut refonder à son image. Au cours de l'Antiquité, certains exemples apparaissent déjà avant Jésus-Christ, notamment le cas de Rakhotis, renommée Alexandrie par Alexandre le Grand dans une volonté d'afficher sa puissance. De nombreuses autres villes fondées par le roi de Macédoine ont pris son nom, telles Alexandria Eskhatè, aujourd'hui Khodjent, au Tadjikistan. L'exemple d'Istanbul, précédemment Constantinople après Byzance, est célèbre. Les exemples de toponymie princière sont légion à travers l'Histoire, et reflètent souvent les réalités historiques de leur époque ; ainsi, la ville de Saint-Pétersbourg, qui s'est appelée Petrograd de 1914 à 1924 avec la poussée du nationalisme slave, puis Leningrad à la mort de Lénine, pour retrouver son nom originel en 1991, après la chute du Parti communiste de l'Union soviétique et la disparition de l'URSS. L'indépendance des anciennes républiques soviétiques s'est accompagnée de processus de changements de toponymes, constituant notamment en l'effacement des références communistes et russophones (comme au Kazakhstan ou en Ukraine).
De nombreux autres exemples peuvent être évoqués : parmi eux, au Canada, l'île du Prince-Édouard, autrefois appelée Île Saint-Jean, nommée en l'honneur du prince Édouard-Auguste de Kent, fils de George III du Royaume-Uni ou la Terre de la Reine-Maud, revendication norvégienne en Antarctique. Les contextes révolutionnaires et post-révolutionnaires sont riches d'opérations massives de changement des toponymes, quand ceux-ci sont clairement associés à un régime et des valeurs perçus comme obsolètes ou offensants. Une fois devenue indépendante, l'Inde a entamé un vaste processus de rectification de toponymes considérés comme relevant de l'héritage colonialiste britannique. La France révolutionnaire a associé à ses nouveaux départements des noms évacuant les références aux provinces d'Ancien Régime.
Le post-colonialisme est un important moteur de production et de tensions toponymiques. En Afrique du Sud, on a cherché à effacer les stigmates de l'apartheid en supprimant des noms trop évocateurs de cet ancien régime. On peut citer en exemple la toponymisation « parallèle » de Port Elizabeth en Nelson Mandela Bay. De la même manière, nombre d'anciennes colonies ont changé de nom une fois leur indépendance acquise (la Haute-Volta devenant Burkina Faso ou la Rhodésie devenant Zimbabwe). Si certaines modifications sont bien accueillies par la population en général, certains renommages suscitent l'opposition de la population, notamment dans le cadre de la polémique sur la retoponymisation de Tshwane en Pretoria, ou de Bombay en Mumbai. Le territoire français de Nouvelle-Calédonie connaît une patrimonialisation contrariée de sa toponymie vernaculaire, en raison du processus politique complexe d'autonomisation de l'archipel.
Autre exemple, celui de la transparence de la tradition électorale et politique de certaines municipalités dans la dénomination des lieux urbains (en témoignent par exemple les rues glorifiant des personnalités révolutionnaires et soviétiques dans les villes à municipalité communiste). Cette toponymie communiste vient appuyer la fonction éminemment politique de l'architecture déployée dans les contextes soviétiques ou eurocommunistes.
Les toponymes jugés offensants sont également en voie de disparition. En micro-toponymie, on en arrive à rebaptiser des lieux évocateurs de douleur ou de honte nationale.

##### Revendications sociopolitiques et féministes
D'autres revendications sociopolitiques peuvent trouver une expression dans des mobilisations d'ordre toponymique ; ainsi existe-t-il des mouvements en faveur de la féminisation des noms de rue, de la présence de représentants des luttes pour les droits LGBT, des minorités ethniques, etc.
Les questions féministes ont suscité un nombre notable d'interventions au Québec, où la faible représentation des femmes dans la toponymie a été publiquement remarquée et déplorée à partir des années 1980.
Durant le premier quart du 21e siècle, des dépouillements systématiques révèlent que les noms de femmes ne représentent guère plus de 10 % de la toponymie anthroponymique du territoire québécois. Dans les années 2010, ce constat alimente un mouvement féministe québécois grandissant, qui s'organise à Sherbrooke autour de l'idéal de favoriser une plus grande équité toponymique. Le mouvement culmine en 2016 avec une série d'actions coordonnées, dont la publication du « Manifeste du Collectif pour l’Équité toponymique au Québec » dans les principaux journaux du Québec en mars 2016.
Les instances municipales réagissent aux tractations citoyennes par une série d'actions. Ainsi, en 2016, la ville de Montréal lance la banque de données Toponym’Elles qui regroupe des centaines de noms de femmes pouvant servir à nommer les futurs lieux de la métropole. En 2018, la Ville de Laval adopte officiellement la reconnaissance des femmes comme un critère de sélection de toponymes à part entière. En 2024, après de nombreuses résistances, la Ville de Sherbrooke ajoute un critère similaire dans sa politique toponymique.
Parallèlement, le gouvernement du Québec prend position en faveur d'une meilleure représentation toponymique des femmes. En 2017, la Commission de toponymie du Québec et le Conseil du statut de la femme soulignent conjointement l'importance d'accroître la présence des femmes dans la toponymie. En mars 2020, la commission met en ligne une « Banque de candidatures aux désignations toponymiques commémoratives », dans laquelle la proportion de candidatures féminines devra être, au minimum, de 50 %.

##### Régionalismes et nationalismes

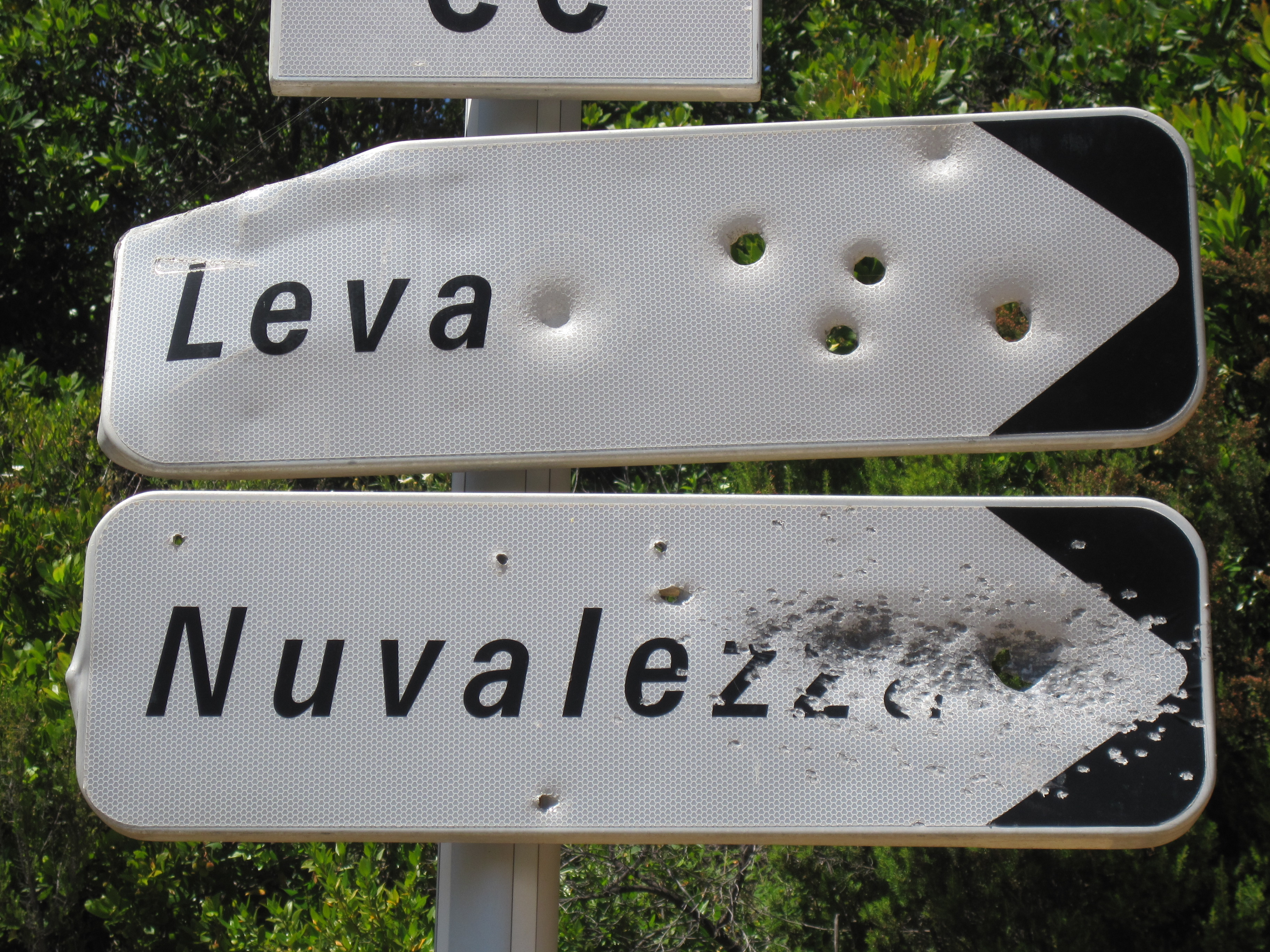
Toponymes corses sous leur forme italienne, victimes du nationalisme corse.

La mondialisation et les mouvements de protections des langues minoritaires entraînent une généralisation des indications toponymiques plurilingues, notamment dans les aéroports et sur les grandes voies de communication. Cependant, une autre orientation légèrement différente a été définie « par l’Assemblée parlementaire du Conseil de l'Europe (7.10.1981) : « L'Assemblée, considérant qu'il est très important d’assurer le respect et le développement équilibré de toutes les cultures européennes, et tout simplement les identités linguistiques, […] recommande […] au niveau scientifique, l’adoption progressive […] des formes correctes de la toponymie, à partir des langages originels de chaque territoire, si petit soit-il […] ». Des vœux en ce sens avaient été votés par les trois conseils généraux de basse Bretagne dans les années 1970. ».
Dans l'Espagne post-franquiste, de nombreuses villes ont retrouvé leur nom catalan, galicien ou basque qui avait été castillanisé durant la dictature. Les régions européennes fortement marquées par les autonomismes ou les revendications régionalistes connaissent un certain nombre de processus d'instrumentalisation de la toponymie (comme en Italie du Nord). Les entreprises de francisation des noms de lieux, ou, à l'inverse, de signalisation bilingue, peuvent aussi être vécues comme des tentatives de manipulations à visée politique voire communautariste.
Dans des contextes de cohabitations ou concurrences linguistiques et culturelles, l'officialisation d'une toponymie double est parfois mise en œuvre, comme c'est le cas par exemple en Afrique du Sud, au Pays basque espagnol où la capitale de la communauté autonome porte le nom de Vitoria-Gasteiz, composé des toponymes castillan et basque, ou en Suisse (Biel / Bienne), ou encore en Australie, où une politique de double dénomination confère l'appellation « Uluṟu/Ayers Rock » au célèbre site géologique et culturel aborigène. Le nationalisme chinois au Tibet s'exerce notamment par une imposition de la sinisation de la toponymie.

##### Rapport public-privé

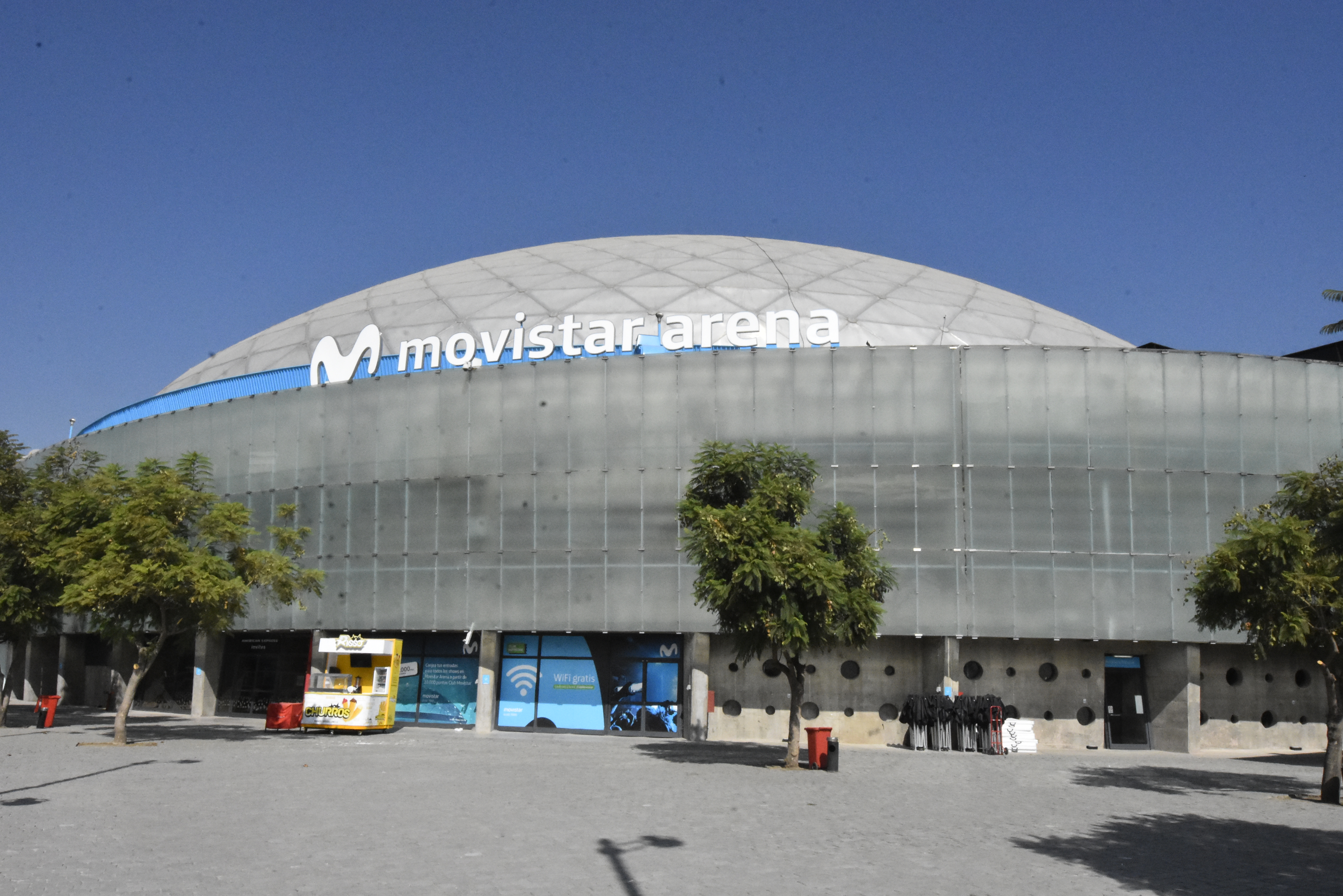
La Movistar Arena de Santiago, au Chili : exemple d'infrastructure sportive dont le nom est celui d'une entreprise, suivant les principes du naming.

La toponymie questionne aussi le rapport entre les acteurs publics et privés dans l'espace. La pénétration des intérêts privés dans l'espace public se matérialise à travers les contrats de naming qui voient des enceintes sportives porter le nom de sociétés privées dans le cadre de parrainages financiers. Ces contrats peuvent concerner d'autres types de lieux, comme des lignes de transport en commun (la ligne 2 du métro de Madrid, qui porte le nom de l'entreprise Vodafone entre 2013 et 2016). Certaines firmes privées sont également concrètement engagées dans la production de toponymes.

##### Marketing territorial
Dans une démarche de marketing territorial, certains territoires veulent rendre le toponyme lisible et attractif, susceptible de contribuer par ses qualités au développement et à la promotion économique ou touristique du territoire. Les corpus mobilisés peuvent recourir à des références historiques, ou constituer de véritables créations contemporaines inédites.
En France, le département des Côtes-du-Nord est débaptisé en raison de la perception négative de sa dénomination et rebaptisé « Côtes-d'Armor » en 1990 ; il en est de même pour la ville de Châlons-en-Champagne, anciennement Châlons-sur-Marne. Plusieurs toponymes comprennent une mention supplémentaire les liant à un espace ou ensemble géographique mélioratif : ainsi est-ce le cas de nombreux ports ou aéroports (Tanger Med au Maroc) ou d'intercommunalités françaises (cette ambition étant cependant explicitement prohibée pour les communes).
L'enjeu économique et politique du secteur touristique motive une toponymie poétique et esthétique fondée sur des référents historiques plus ou moins certifiés (les cas du Pays cathare ou les dénominations de certains parcs naturels régionaux français sont de bons exemples).

##### Combinaison des intentions et des techniques
Les techniques de la dénomination peuvent être combinées. En France, l'exemple de la tentative par Georges Frêche, président du conseil régional du Languedoc-Roussillon de renommer la région Septimanie, expérience ayant suscité une polémique et s'étant soldée par un échec, mobilise à la fois, dans un contexte d'affirmation du pouvoir régional à l'égard de l'État, l'ambition de la promotion du territoire régional et de suppression d'une référence imposée par les autorités centrales, par le recours à la restauration d'un toponyme évacué d'origine médiévale. En Italie, le parti régionaliste de droite radicale de la Ligue du Nord mobilise des arguments identitaires aux destinataires variés (Rome, l'immigration étrangère, les partis de gauche) pour justifier sa politique toponymique.
Par ailleurs, le choix des noms des capitales d'États aux États-Unis relève simultanément d'aspirations idéologiques locales et nationales, renvoyant à des références autochtones (Cheyenne, Oklahoma City) comme européennes (Harrisburg, Boston, Bismarck, Montpelier).

### Toponymie comme patrimoine
Comme des monuments, des œuvres d'art ou une langue, les noms de lieux, témoins et héritages d'une histoire et de cultures, appartiennent à la mémoire collective et constituent des éléments patrimoniaux,. Par conséquent, ils peuvent faire l'objet de débats quant à la valorisation et leur préservation.
La valorisation de la toponymie en tant que patrimoine se décline en plusieurs types d'outils : publications, balades toponymiques, bases de données, conférences et communications…

## Normalisation et gestion mondiale
La normalisation toponymique apparaît essentielle,, en ce qu'elle procure des avantages techniques (la production de cartes, le fonctionnement des assistants de navigation GPS, la suppression des doublons…), économiques (le fonctionnement des services, l'adressage des livraisons…), sociaux et culturels (la communication entre les individus, la construction des identités). L'intensification de la communication et des technologies liées exige la mise en place d'une véritable gestion de l'information toponymique.

### Institutions

#### Groupe d'experts des Nations unies pour les noms géographiques (GENUNG)

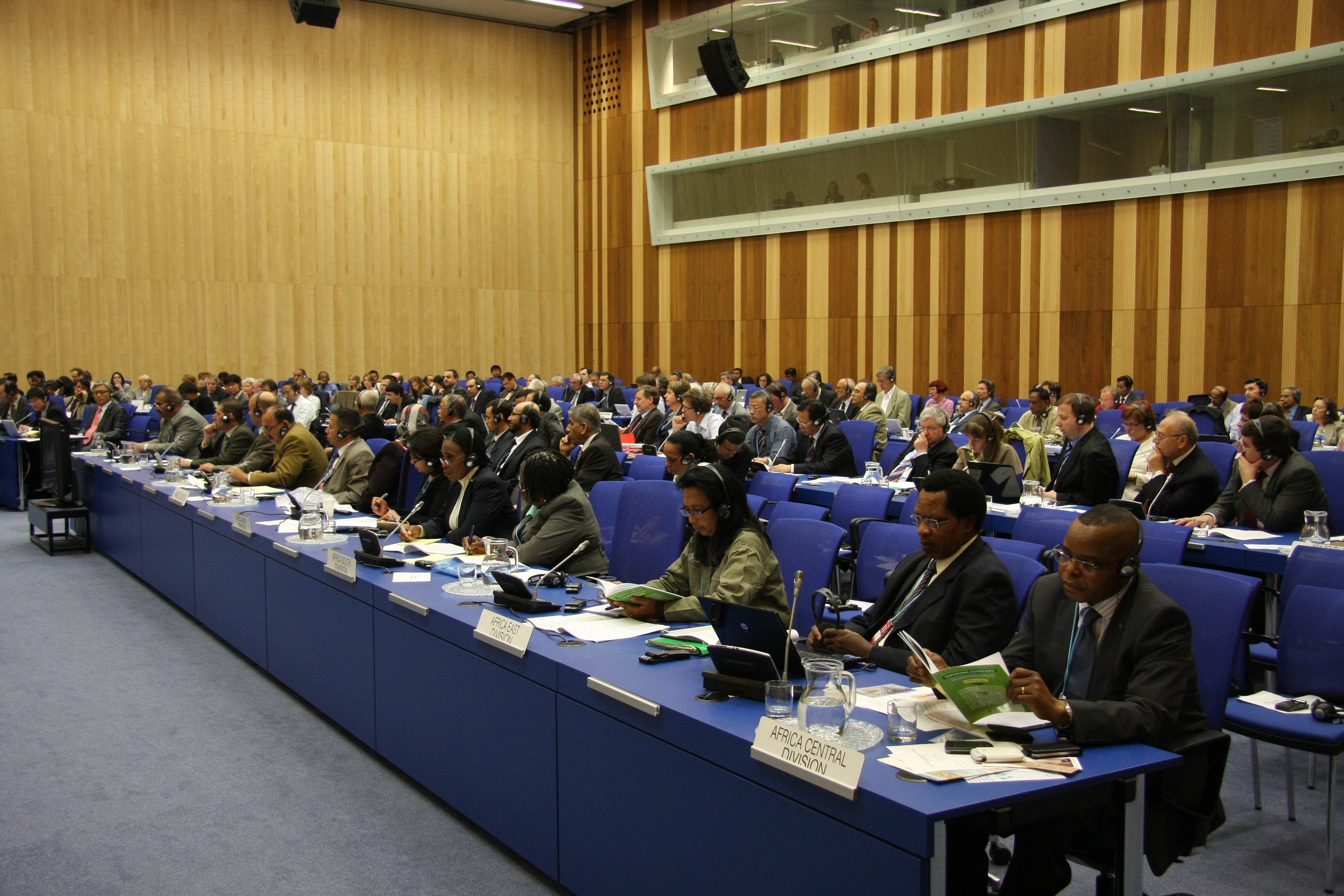
Une réunion du GENUNG.

Avec la croissance exponentielle des rapports internationaux dès le milieu du XXe siècle et devant l'importance grandissante de la toponymie à l'échelle mondiale, l'ONU met en place le Groupe d'experts des Nations unies pour les noms géographiques (GENUNG) en 1959. Ce groupe a établi comme première mission la nécessité, pour chaque État, de se doter d'une autorité toponymique nationale. Il est composé de plusieurs groupes de travail thématiques.
Aux côtés du GENUNG, d'autres instances internationales édictent des avis en matière toponymique, comme l'Organisation hydrographique internationale pour la désignation des zones maritimes.
Les instances internationales peuvent viser à ce que l'ensemble de la communauté internationale se mette d'accord sur les dénominations des différentes parties prenantes, bien que ce ne soit pas toujours le cas, comme l'a illustré le débat autour du nom de la Macédoine.

#### Organismes nationaux
La mise en place d'autorités toponymiques nationales, responsables de la normalisation et de la gestion toponymiques à l'échelle des États, est présentée comme préalable à toute stratégie internationale,. Parmi ces instances figurent par exemple la Commission de toponymie au Québec, le Comité permanent des noms géographiques pour l'usage britannique, la Commission nationale de toponymie française ou le Bureau des États-Unis pour le nommage géographique. Les recommandations internationales laissent la possibilité aux organes nationaux de mettre en place des comités régionaux chargés d'une aire linguistique ou géographique.

### Activités

#### Inventaire
À diverses échelles, des organismes mettent en place des inventaires toponymiques. Ces opérations poursuivent différents buts, selon qu'elles s'intègrent à une étude scientifique ou à un projet de valorisation patrimoniale. Elles suivent une méthodologie rigoureuse et sont ensuite traduites en outils de médiation.
La collecte des microtoponymes de tradition orale s'avère parfois compliquée, en raison de la fragilité des témoins, de la variabilité des sources et de la dureté de certains contextes.
Les opérations d'inventaire conduites par les instances nationales permettent aussi de repérer les lieux nécessitant un nom, ce qui a notamment été conduit en Algérie.

#### Graphies
Les instances toponymiques internationales et nationales poursuivent l'objectif de codification et d'uniformisation des toponymes. La coordination des exonymes, la romanisation et la traduction des toponymes sont un défi majeur,,. Il arrive que les préconisations soient différentes d'un État à un autre : ainsi, les usages français privilégient la francisation des toponymes étrangers, alors que les pratiques anglophones préfèrent le maintien de la toponymie locale (Cap-Vert en français, Cabo Verde en anglais).

##### Types de graphies dans l'espace francophone
Le nom des communes et lieux-dits, comme les noms propres ont beaucoup évolué pour se stabiliser avec les règles de l'orthographe et l'établissement des cartes officielles. Les mêmes règles que pour les noms de rues (voir Noms de voies et d’organismes) s'appliquent aux unités administratives et politiques françaises ou dont le nom a été, partiellement ou totalement, francisé. La règle s’applique également à nombre de noms du domaine de la géographie physique. Les traits d’union entraînent l’apparition d’une majuscule dans tous les noms et adjectifs unis dans l’expression : trait d’union et majuscule sont donc les outils d’élaboration des noms composés des unités administratives et politiques, comme on peut le voir dans les noms de Loire-Atlantique, Scey-sur-Saône-et-Saint-Albin, Basse-Normandie, Côtes-d'Armor, Rhénanie-du-Nord-Westphalie, ou encore Virginie-Occidentale.
La partie du nom qui sera « unionisée » est ce qu’on appelle le spécifique (le nom « propre »), par opposition au générique (nom « commun »). Ainsi, dans « département du Pas-de-Calais », « département » est générique, « Pas-de-Calais » est spécifique. Dans « pas de Calais », « pas » est un générique (synonyme de détroit), « Calais » est spécifique. De même, on fera la différence entre la province de l’Île-du-Prince-Édouard et l’île du Prince-Édouard qui donne son nom à la province, entre le massif du Mont-Blanc et le mont Blanc ou entre la République du Cap-Vert et le cap Vert.
Toutefois, cette logique n'a pas été systématiquement respectée ; il serait correct que soit faite la différence entre l’Afrique du Sud comme synonyme d’« Afrique australe » et l’Afrique-du-Sud, comme État, tout comme « Timor oriental » et « Timor-Oriental », « îles Salomon » et « Îles-Salomon». De même, Provence-Alpes-Côte d'Azur, Mecklembourg-Poméranie-Occidentale ou Frioul-Vénétie-Julienne ne sont pas toujours les formes les plus courantes. L’usage n’a pas non plus retenu cette règle qui aurait permis de différencier le pays basque, région humaine et historique, et le Pays basque, l’unité administrative qu’est la Communauté autonome basque.
Au sein même du domaine francophone, les graphies peuvent varier d'un contexte national à un autre, selon que l'on considère les consignes françaises, belges ou québécoises.

#### Autres activités
Les instances toponymiques délivrent un certain nombre de recommandations à destination des acteurs chargés de mettre en œuvre les décisions toponymiques et de choisir les noms officiels. Outre les préconisations d'ordre lexilogique et orthographique, elles peuvent aussi exprimer des avis sur les corpus et les références mobilisés. L'utilisation de noms de personnalités est un sujet récurrent dans ce cadre. Ainsi, le Groupe d'experts des Nations unies pour les noms géographiques décourage explicitement depuis sa 8e Conférence en 2002 l'emploi du nom de personnalités vivantes dans la toponymie (position relayée par plusieurs organes nationaux). L'attribution de toponymes à caractère commercial est également prohibée par le GENUNG.
Les commissions toponymiques peuvent aussi contribuer à la promotion et à la valorisation du patrimoine toponymique en édictant des recommandations, et encourager l'originalité et la qualité de celui-ci. La Commission de toponymie du Québec décerne ainsi des « Coups de cœur » et « Coups de foudre » aux créations de noms de lieux de l'année qu'elle juge les plus à même de souligner la richesse du patrimoine toponymique préexistant,.

## Néotoponymie
La néotoponymie, orthographiée aussi néo-toponymie, est la formation de nouveaux toponymes, qu'il s'agisse de transformations toponymiques des dénominations vernaculaires (substitution à un nom existant, le plus souvent un endonyme, appellation donnée à un lieu par ses populations successives) ou de créations nominales pour combler les vides toponymiques. Si la production toponymique remonte à l'Antiquité (d'où l'intérêt de l'usage académique de la toponymie qui apporte de précieuses indications sur la constitution ou la reconstitution du peuplement antique, médiéval, moderne et contemporain, et témoigne des rapports historiques à l’environnement), la néotoponymie résulte d'un processus de création toponymique qui se développe au XIXe siècle (choronymie touristique pour les toponymes littoraux). Cette production néotoponymique s'accélère depuis les opérations de découpage territorial et de dévolution de pouvoirs (par exemple la formation de communes associées et de communes nouvelles en France depuis la seconde moitié du XXe siècle).
La dénomination, qu'elle soit officielle ou officieuse, issue d'un processus légal ou de la pratique, implique un processus de sélection du néotoponyme (écrit aussi néo-toponyme) à partir souvent de propositions contradictoires, et met en avant outre les traditionnels enjeux fonctionnels (localisation, orientation), des enjeux patrimoniaux, territoriaux, économiques, idéologiques ou géopolitiques fréquemment conflictuels,. Cette production néotoponymique qui transforme les toponymes d'origine ou désigne des entités émergentes, est souvent traitée par les acteurs du marketing territorial dans une démarche de promotion et de prospection auprès des touristes, des investisseurs ou des opérateurs, ce qui peut susciter des questionnements et des polémiques pour des raisons politiques ou identitaires locales.